# Voloina
Voloina è una città e comune del Madagascar situata nel distretto di Maroantsetra, regione di Analanjirofo. 
La popolazione del comune rilevata nel 2001 era pari a 11 320 unità.